# Теорема Кронекера — Капелли
Теоре́ма Кро́некера — Капе́лли — критерий совместности системы линейных алгебраических уравнений:
| Система линейных алгебраических уравнений совместна тогда и только тогда, когда ранг её основной матрицы равен рангу её расширенной матрицы. |

Для того чтобы линейная система являлась совместной, необходимо и достаточно, чтобы ранг расширенной матрицы этой системы был равен рангу её основной матрицы. Была доказана независимо друг от друга Леопо́льдом Кро́некером и Альфре́до Капе́лли.

## Название теоремы
В России это теорема Кронекера — Капелли, в Италии и англоязычных странах — теорема Руше — Капелли, в Испании и странах Латинской Америки — теорема Руше — Фробениуса.

## Пояснения
Система уравнений {\displaystyle Ax=B} совместна тогда и только тогда, когда {\displaystyle \operatorname {rang} A=\operatorname {rang} (A|B)}, где {\displaystyle (A|B)} —
расширенная матрица, полученная из матрицы {\displaystyle A} приписыванием столбца {\displaystyle B}.

## Доказательство (условия совместности системы)

### Необходимость
Пусть система совместна. Тогда существуют числа {\displaystyle x_{1},\dots ,x_{n}\in \mathbb {R} } такие, что {\displaystyle b=x_{1}a_{1}+\dots +x_{n}a_{n}}. Следовательно, столбец {\displaystyle b} является линейной комбинацией столбцов {\displaystyle a_{1},\dots ,a_{n}} матрицы {\displaystyle A}. Из того, что ранг матрицы не изменится, если из системы её строк (столбцов) вычеркнуть или приписать строку (столбец), которая является линейной комбинацией других строк (столбцов) следует, что {\displaystyle \operatorname {rang} A=\operatorname {rang} A|B}.

### Достаточность
Пусть {\displaystyle \operatorname {rang} A=\operatorname {rang} A|B=r}. Возьмём в матрице {\displaystyle A} какой-нибудь базисный минор.
Так как {\displaystyle \operatorname {rang} A|B=r}, то он же будет базисным минором и матрицы {\displaystyle A|B}.
Тогда, согласно теореме о базисном миноре, последний столбец матрицы {\displaystyle A|B} будет линейной комбинацией базисных столбцов, то есть столбцов матрицы {\displaystyle A}.
Следовательно, столбец свободных членов системы является линейной комбинацией столбцов матрицы {\displaystyle A}.

## Следствия
- Количество главных переменных системы равно рангу системы.
- Совместная система будет определена (её решение единственно), если ранг системы равен числу всех её переменных.